# Саут-Гатчінсон (Канзас)
Саут-Гатчінсон (англ. South Hutchinson) — місто (англ. city) в США, в окрузі Ріно штату Канзас. Населення — 2521 особа (2020).

## Географія
Саут-Гатчінсон розташований за координатами 38°1′32″ пн. ш. 97°56′44″ зх. д. / 38.02556° пн. ш. 97.94556° зх. д. (38.025504, -97.945420).  За даними Бюро перепису населення США в 2010 році місто мало площу 7,48 км², з яких 7,43 км² — суходіл та 0,05 км² — водойми.

## Демографія
Згідно з переписом 2010 року, у місті мешкало 2457 осіб у 1113 домогосподарствах у складі 611 родини. Густота населення становила 328 осіб/км².  Було 1207 помешкань (161/км²).
Расовий склад населення:
| - 91,9 % — білих - 1,1 % — чорних або афроамериканців - 1,0 % — корінних американців - 0,6 % — азіатів - 0,1 % — вихідців з тихоокеанських островів - 2,3 % — осіб інших рас |

До двох чи більше рас належало 3,1 %. Частка іспаномовних становила 6,6 % від усіх жителів.
За віковим діапазоном населення розподілялося таким чином: 21,4 % — особи молодші 18 років, 52,1 % — особи у віці 18—64 років, 26,5 % — особи у віці 65 років та старші. Медіана віку мешканця становила 47,7 року. На 100 осіб жіночої статі у місті припадало 83,9 чоловіків;  на 100 жінок у віці від 18 років та старших — 79,1 чоловіків також старших 18 років.
Середній дохід на одне домашнє господарство  становив 42 319 доларів США (медіана — 34 568), а середній дохід на одну сім'ю — 50 666 доларів (медіана — 44 762). Медіана доходів становила 32 098 доларів для чоловіків та 30 197 доларів для жінок. За межею бідності перебувало 15,2 % осіб, у тому числі 22,4 % дітей у віці до 18 років та 10,0 % осіб у віці 65 років та старших.
Цивільне працевлаштоване населення становило 1013 особи. Основні галузі зайнятості: виробництво — 21,1 %, освіта, охорона здоров'я та соціальна допомога — 18,0 %, публічна адміністрація — 14,8 %.